# Keeripatti
Keeripatti è una suddivisione dell'India, classificata come town panchayat, di 8.757 abitanti, situata nel distretto di Salem, nello stato federato del Tamil Nadu. In base al numero di abitanti la città rientra nella classe V (da 5.000 a 9.999 persone).

## Geografia fisica
La città è situata a 11° 31' 15 N e 78° 29' 36 E.

## Società

### Evoluzione demografica
Al censimento del 2001 la popolazione di Keeripatti assommava a 8.757 persone, delle quali 4.453 maschi e 4.304 femmine. I bambini di età inferiore o uguale ai sei anni assommavano a 952, dei quali 513 maschi e 439 femmine. Infine, coloro che erano in grado di saper almeno leggere e scrivere erano 5.577, dei quali 3.227 maschi e 2.350 femmine.